# Trichomachimus himachali
Trichomachimus himachali är en tvåvingeart som beskrevs av Parui, Kaur och Kapoor 1999. Trichomachimus himachali ingår i släktet Trichomachimus och familjen rovflugor. Inga underarter finns listade i Catalogue of Life.